# Neuer jüdischer Friedhof (Warendorf)

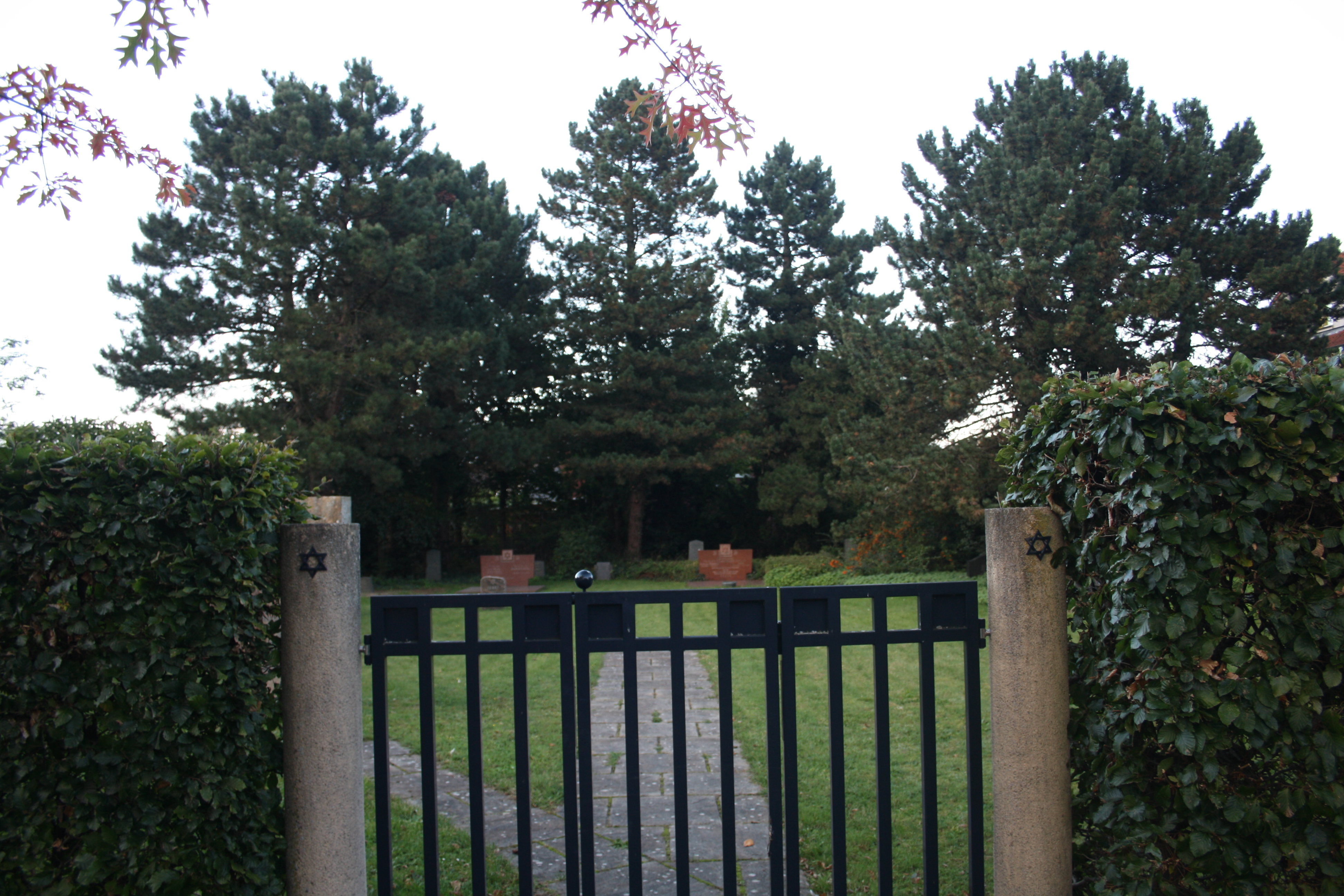
Der neue jüdische Friedhof an der Hugo-Spiegel-Straße in Warendorf (2015)

Der Neue jüdische Friedhof Warendorf befindet sich in der Stadt Warendorf im Kreis Warendorf in Nordrhein-Westfalen. Als jüdischer Friedhof ist er ein Baudenkmal und unter der Denkmalnummer 460 in der Denkmalliste eingetragen.
Auf dem Friedhof vor dem Münstertor in der Gabelung der Hugo-Spiegel- und Gerberstraße sind etwa 15 Grabsteine erhalten. 

## Geschichte
Der Friedhof wurde von 1823 bis 1938 und dann wieder von 1974 bis 1987 belegt. 
Es wurden dort auch Verstorbene aus Freckenhorst, Westkirchen, Harsewinkel und Beelen beerdigt. Während der NS-Zeit wurde der Friedhof verwüstet. Die verbliebenen Grabsteine wurden 1945 im nördlichen Bereich des Friedhofs aufgestellt, die Gräber verteilen sich jedoch über das gesamte Friedhofsgelände.